# Julia Wolf
Pour les articles homonymes, voir Wolf.
Julia Wolf est une mathématicienne britannique spécialisée en combinatoire arithmétique (en) qui a été lauréate en 2016 du prix Anne-Bennett de la London Mathematical Society. Elle est actuellement conférencière universitaire au Département de mathématiques pures et de statistiques mathématiques de l'université de Cambridge.  

## Formation et carrière
Wolf écrit que son ambition d'enfance était de devenir charpentière et qu'elle n'a été attirée par les sciences qu'après s'être abonnée à Scientific American à l'adolescence.  
Elle étudie les mathématiques au Clare College de Cambridge, y obtenant une licence (bachelor's degree) en 2002 et complétant le Tripos mathématique en 2003. Elle est restée à Cambridge pour des études supérieures et y a terminé son doctorat en 2008. Sa thèse, intitulée Arithmetic Structure in Sets of Integers, est supervisé par Timothy Gowers,. Elle a également été encadrée dans ses études doctorales par Ben Joseph Green, qu'elle a rencontré quand il était chercheur postdoctoral à Cambridge de 2001 à 2005.  
Depuis qu'elle a obtenu son doctorat, elle est boursière postdoctorale au Mathematical Sciences Research Institute de Berkeley en Californie, professeure adjointe triennale à l'université Rutgers dans le New Jersey, professeur associée Hadamard à l'École polytechnique de Paris (habilitée de l'Université Paris-Sud en 2012), et maître de conférences Heilbronn en combinatoire et théorie des nombres à l'université de Bristol. Elle est revenue à Cambridge en tant que professeur d'université en 2018,, et deviendra Fellow de Clare College.

## Travaux
Elle est membre du comité de rédaction de la revue Discrete Analysis

## Prix et distinctions
En 2016, la London Mathematical Society a décerné à Wolf son prix Anne-Bennett « en reconnaissance de ses contributions exceptionnelles à la théorie additive des nombres, à la combinatoire et à l'analyse harmonique et à la communauté mathématique »,. La citation de récompense a particulièrement cité son travail avec Gowers sur le comptage des solutions aux systèmes d'équations linéaires sur les groupes abéliens, et son travail sur les analogues quadratiques du théorème de Goldreich – Levin.
En 2020 elle est lauréate de la conférence Forder attribuée conjointement par la London Mathematical Society et la Société mathématique de Nouvelle-Zélande.
Son nombre d'Erdős est 3.

## Publications
- Ben Green et Julia Wolf, « A note on Elkin's improvement of Behrend's construction », dans David Chudnovsky et Gregory Chudnovsky, Additive number theory. Festschrift in honor of the sixtieth birthday of Melvyn B. Nathanson, New York, Springer, 2010, 141–144 p. (ISBN 978-0-387-37029-3, DOI 10.1007/978-0-387-68361-4_9, MR 2744752, arXiv 0810.0732)
- Julia Wolf, « Finite field models in arithmetic combinatorics—ten years on », Finite Fields and Their Applications, vol. 32,‎ 2015, p. 233–274 (DOI 10.1016/j.ffa.2014.11.003, MR 3293412)